# 英国アンティーク博物館 土橋正臣のNo Antique No Life
英国アンティーク博物館 土橋正臣のNo Antique No Life （えいこくアンティークはくぶつかん どばしまさおみのノーアンティークノーライフ）は、2020年4月から鎌倉エフエムの夜の番組として月1回での放送から始まり、2022年1月より毎週放送となったトーク番組である。パーソナリティは英国アンティーク博物館館長の土橋正臣。
※番組名【NO ANTIQUE NO LIFE】ノーアンティークノーライフは土橋正臣により商標登録されている。登録番号：第6280628号

## 番組の流れ
土橋が鎌倉の架空の会員制のバー（オールド・イングランド）に入り、バーテンダーと英国談義をしているところで、ゲストと遭遇してマニアックなトークが繰り広げられるという番組形式。
※番組開始当初はパーソナリティの土橋正臣と女性アナウンサーをミナミさん役としてバーを訪れる形式だったが、2022年の番組編成を機にジェントルマンズクラブを意識した番組作りとなり、土橋のみがバーに訪れゲストと遭遇する形式に変わった。

## 放送内容コンセプト
場所は英国アンティークに囲まれた博物館の中の会員制のバー
古いオークの扉を開けば、静かなジャズが流れるバーで素敵なストーリーがはじまる…。
アンティークからイギリスに関する情報、音楽、映画、アートまでとっておきのお話をこっそり教えます。
特別な鍵（カギ）を持つお客さんだけが入れる秘密の社交場で、お好きなお酒を片手に大人時間をご一緒しましょう。
鎌倉の夜は、お二人でノーアンティーク, ノーライフ

## パーソナリティ紹介
土橋 正臣（どばし まさおみ） Dobashi Masaomi
英国アンティーク博物館 BAM鎌倉 館長
英国アンティークコレクターとして、本物のロンドンタクシーを年代別に10台保有し、英国アンティークの輸入のため、イギリスと日本を行き来している。 
アンティークの魅力や奥深さを広く伝えるために、2022年秋、鎌倉の参道沿いに英国アンティーク博物館 BAM鎌倉を作った。
建築デザイン担当は隈研吾。

## 過去の主なゲスト
- 隈研吾(建築家)
- 北原照久(おもちゃコレクター)
- 養老孟司（医学博士）
- 松本梨香（歌手・女優・声優）
- 江原啓之（スピリチュアリスト）
- 売野雅勇（作詞家）
- 横山剣（クレージーケンバンド）
- 千本倖生（株式会社レノバ代表取締役会長）
- 南佳孝（シンガーソングライター）
- 長坂真護（美術家）
- 森日出夫（写真家）
- 中村あゆみ（歌手）
- ケニー大倉（歌手）
- 中西圭三（歌手）
- 池田聡（歌手、シンガーソングライター）
- 山田雅人（タレント）
- 假屋崎省吾（フラワーアーチスト）
- テミヤン（ミュージシャン）
- 佐々木大蔵（K-1ファイター）
- 田中喜芳（シャーロック・ホームズ研究家）
- 中野香織（服飾研究家）
- 松下進（イラストレーター）
- ナオミ・グレース（歌手）
- 高雄敦子（バイオリニスト）
- 長谷川裕也（靴磨き世界一）
- きく姫（落語家）
- 西川悟平（ピアニスト）
- 野坂実（演出家）
- SONG（バイオリニスト）
- 小林Mimi泉美（作曲家）
- 貞末哲兵（鎌倉シャツ副社長）
- 大森道明（鎌倉市観朗光協会 会長）
- 兵藤芳朗（鎌倉風致保存会 会長）
- 柳澤大輔（面白法人カヤックCEO）
- 土屋敏男（TVプロデューサー）
- スチュワード麻子（紅茶専門家）
- 田窪寿保（BLBG株式会社CEO）
- 寒川一（アウトドアライフアドバイザー）
- 濱口竜平（国際プリン協会会長）
- 小澤廣幸（株式会社モルフォCEO）
- 篠塚正典（株式会社イデアクレントCEO）
- 加藤登紀子（シンガーゾングライター）
- 谷本貴義（歌手）
- 河野芳英（大東文化大学教授）
- 池畑慎之介（歌手・俳優）
- 赤峰幸生（メンズファッションディレクター）
- 菅原智美（エメラルド倶楽部代表理事）、宮武由衣（映画監督）
- 田宮緑子（紅茶研究家）
- テリー伊藤（演出家）
- 中谷彰宏（作家）
- 假屋崎省吾（華道家）
- TAICHI（ASTRAX代表取締役）
- 青羽芳裕（パイプ愛好家）
- 北原尚彦（小説家）
- 飯塚徹（株式会社イノセント）
- 日野美歌（歌手）
- 篠塚正典（グラフィックデザイナー）
- 朝比奈恵温（浄智寺ご住職）
- 廣野由美子（英文学者）
- 高木哲夫（日英協会 事務局長)
- 高畠宗一（鎌倉円覚寺山内 佛日庵ご住職）
- 依田恵美（JR鎌倉駅 駅長）
- 伊東玄聖（ノーベル平和賞受賞者世界サミット副会長）
- 君嶋哲至（株式会社横浜君嶋屋 代表取締役社長）
- みずき愛（Folium Floris TAKARAZUKA 代表）
- 熊本マリ（ピアニスト）
- 安藤美穂（えの木ていオーナー）
- 中瀬航也（シェリーミュージアム館長）
- 牧田知江子（株式会社井上蒲鉾店 代表取締役）
- 小野田康成（株式会社伊左衛門 代表取締役）
- 松尾崇（鎌倉市長）
- 佐藤孝雄（高徳院（鎌倉大仏）ご住職）
- なべやかん（タレント）
- 佐伯日菜子（女優）
- 村上信夫（元 NHK エグゼクティブアナウンサー）
- 高野登（元 リッツカールトン日本支社社長）
- 及川紗利亜（レーシングドライバー / 歯科医師）
- 余貴美子（女優）
- 山野さと子（歌手 / 声優）
- 堀越隆宏（株式会社ありあけ代表取締役）
- 森弘一郎（舞台芸術家 / ダンサー）
- 伊藤弥寿彦（自然史映像作家）
- 松本隆行（大本山 建長寺内務部長）
- 麻倉未稀（歌手）

## 放送履歴
- 2022年9月5日放送 隈研吾（建築家）
- 2022年10月3日放送 北原照久（ブリキのおもちゃ博物館 館長）
- 2022年10月24日放送 野坂実（演出家）
- 2022年11月7日放送 SONG (バイオリニスト)
- 2022年11月21日放送 Mimi (作曲家)
- 2022年12月5日放送 貞末哲兵 (鎌倉シャツディレクター)
- 2022年12月19日放送 北原照久（ブリキのおもちゃ博物館 館長）
- 2023年1月2日放送 大森道明（鎌倉市観光協会 会長）
- 2023年1月23日放送 兵藤芳朗（鎌倉風致保存会 理事長）
- 2023年2月6日放送 柳澤大輔（面白法人カヤック代表取締役）
- 2023年2月20日放送 土屋敏男（TVプロデューサー）
- 2023年3月6日放送 スチュワード麻子（紅茶専門家）
- 2023年3月20日放送 田窪寿保（BLBG株式会社CEO）
- 2023年4月3日放送 寒川一（アウトドアライフアドバイザー）
- 2023年4月24日放送 濱口竜平（国際プリン協会会長）
- 2023年5月8日放送 小澤廣幸（株式会社モルフォ）篠塚正典（株式会社イデアクレント）
- 2023年5月22日放送 加藤登紀子（シンガーゾングライター）
- 2023年6月5日放送 谷本貴義（シンガーソングライター）
- 2023年6月19日放送 河野芳英（大東文化大学教授）
- 2023年7月3日放送 池畑慎之介（歌手・俳優）
- 2023年7月17日放送 赤峰幸生（メンズファッションディレクター）
- 2023年7月31日放送 菅原智美（エメラルド倶楽部代表理事）宮武由衣（映画監督）田宮緑子（紅茶研究家）
- 2023年8月7日放送 テリー伊藤（演出家）
- 2023年8月21日放送 中谷彰宏（作家）
- 2023年9月4日放送 假屋崎省吾（華道家）
- 2023年9月18日放送 TAICHI（ASTRAX代表取締役）
- 2023年10月2日放送 青羽芳裕（パイプ愛好家）
- 2023年10月16日放送 北原尚彦（小説家）
- 2023年10月30日放送 英国の音楽&スペシャルトークライブ
- 2023年11月6日放送 飯塚徹（株式会社イノセント）
- 2023年11月20日放送 日野美歌（歌手）
- 2023年12月4日放送 篠塚正典（グラフィックデザイナー）
- 2023年12月18日放送 朝比奈恵温（浄智寺住職）
- 2024年1月1日放送 廣野由美子（英文学者）
- 2024年1月15日放送 高木哲雄（日英協会事務局長）
- 2024年2月5日放送 養老孟司（医学博士）
- 2024年3月4日放送 高畠宗一（鎌倉円覚寺山内佛日庵ご住職）
- 2024年3月18日放送 依田恵美（JR鎌倉駅駅長）
- 2024年4月1日放送 伊東玄聖（ノーベル平和賞受賞者世界サミット副会長）
- 2024年4月15日放送 君嶋哲至（株式会社横浜君嶋屋代表取締役社長）
- 2024年5月6日放送 松本梨香（歌手・女優・声優）
- 2024年5月20日放送 五大路子（女優）
- 2024年6月3日放送 みずき愛（Folium Floris TAKARAZUKA 代表）
- 2024年6月17日放送 熊本マリ（ピアニスト）
- 2024年7月1日放送 安藤美穂（えの木ていオーナー）

## 公式サイト
- 鎌倉FM ラジオ番組 英国アンティーク博物館 BAM鎌倉 土橋正臣の No Antique No Life ※過去放送のアーカイブあり
- 英国アンティーク博物館 BAM鎌倉